# Herta Haas
Herta Haas (29. března 1914 Slovenska Bistrica – 5. března 2010 Bělehrad) byla slovinská partyzánka za druhé světové války a třetí manželka Josipa Broze Tita, vůdce partyzánů a budoucího prezidenta Jugoslávie.

## Život
Narodila se v roce 1914 ve Slovenske Bistrici v tehdejším Rakousku-Uhersku. Na střední škole se zapojila do revolučního dělnického hnutí a pracovala jako kurýrka mezi skupinami v Jugoslávii a Francii.
S Titem seznámila v Paříži v roce 1937, rok poté, co se rozvedl se svou první ženou Pelagijí "Polkou" Belousovou. V roce 1940 odcestovala do Istanbulu, aby Titovi, který se vracel z Moskvy, doručila cestovní pas. Jejich vztah se brzy změnil v romantický, jak uvádí Titova autorizovaná biografie Lásky Josipa Broze Tita. Vzali se v roce 1940 a pod cizími jmény se vrátili do Jugoslávie. Žili v Záhřebu až do invaze do Jugoslávie, kdy se Tito přestěhoval do Bělehradu, zatímco Haasová, která čekala jejich jediné dítě, zůstala v Záhřebu.
V květnu 1941 se narodil jejich jediný syn Mišo Broz, který působil v letech 2004 až 2009 jako chorvatský velvyslanec v Indonésii. Partyzánští stoupenci Haasovou a jejího syna ukrývali před nacistickými úřady a jejich spojenci, ale nakonec byla dopadena a zatčena. V roce 1943 byla vyměněna za německého důstojníka při výměně zajatců mezi Němci a partyzány.
V době, kdy byla propuštěna a v roce 1943 se znovu připojila k partyzánům, měl Tito poměr se svou osobní sekretářkou Davorjankou Paunovićovou s krycím jménem "Zdenka". Haas a Tito se náhle rozvedli v roce 1943 v Jajce během druhého zasedání AVNOJ poté, co ho údajně s Davorjankou Paunovićovou spatřila. Zbytek druhé světové války strávila většinou ve Slovinsku, daleko od Tita.
S Titem se údajně setkala pouze jednou po druhé světové válce při návštěvě jeho prezidentské kanceláře v Bělehradě. Po skončení války pracovala v několika státních institucích, znovu se vdala a porodila dvě dcery. Většinu svého dalšího života prožila v relativní neznámosti.
Zemřela 5. března 2010 v Bělehradě ve věku 95 let.